# لودفيغ هوفمان (لاعب كرة قدم)
لودفيغ هوفمان (بالألمانية: Ludwig Hofmann)‏ هو لاعب كرة قدم ومدرب كرة قدم ألماني، ولد في 9 يونيو 1900 في ميونخ في ألمانيا، وتوفي بنفس المكان في 10 أكتوبر 1935 بسبب التهاب السحايا. شارك مع منتخب ألمانيا لكرة القدم. أما مع النوادي، فقد لعب مع بايرن ميونخ.

## وصلات خارجية
- لودويغ هوفمان على موقع قاعدة بيانات كرة القدم.إي يو (الإنجليزية)
- لودويغ هوفمان على موقع بيانات كرة القدم. دي إي (الألمانية)
- لودويغ هوفمان على موقع ناشيونال فوتبول تيمز (الإنجليزية)
- لودويغ هوفمان على موقع عالم كرة القدم.نت (الإنجليزية)
- لودويغ هوفمان على موقع أوليمبيديا (الإنجليزية)